# Śródmieście (Chrzanów)
Śródmieście – osiedle w Chrzanowie położone w jego centralnej części, o statusie jednostki pomocniczej gminy Chrzanów.
Śródmieście od wschodu sąsiaduje z osiedlem Kościelec, od południa z osiedlami Młodości, Rospontowa i Stara Huta, od zachodu z osiedlem Kąty, a od północy z osiedlami Północ–Tysiąclecie i Niepodległości.
Jest to najstarsza i najbardziej zabytkowa część Chrzanowa, przez mieszkańców innych osiedli często określana po prostu jako „miasto“. Na obszarze Śródmieścia znajdują się siedziby niemal wszystkich chrzanowskich urzędów i instytucji szczebla gminnego i powiatowego, a także między innymi Sąd Rejonowy, Parafia św. Mikołaja, dom kultury, muzea, liceum, park miejski, bardzo liczne sklepy, punkty usługowe i gastronomiczne.

## Obszar osiedla
Osiedle obejmuje następujące ulice (wyróżniono ulice graniczne): 29 Listopada (od początku ulicy do mostu na rzece Chechło), 3 Maja, Aleja Henryka (od początku ulicy do skrzyżowania z ul. Sienną), Broniewskiego (od ul. Garncarskiej do ul. Kusocińskiego), Dąbrowskiego, Dobczycka, marszałka Focha, Garncarska, Głowackiego, Grunwaldzka, majora Grzybowskiego (od początku ulicy do skrzyżowania z ul. Przybosia), Jagiellońska, Jordana, Joselewicza, Kadłubek, Kochanowskiego, Kopernika, Kościuszki, Krakowska, Krasickiego, Kusocińskiego (numery nieparzyste), Łowiecka (numery parzyste od ul. Oświęcimskiej do zakrętu przy śladzie byłej kolei), Matejki, Mickiewicza, Ogrodowa, Oświęcimska (od początku ulicy do skrzyżowania z ul. Łowiecką i ul. Przybosia), Partyzantów, Piłsudskiego, Plac 1000-lecia, Podwale, Przybosia (numery parzyste), Rybacka, Rynek, Sądowa, Sienna, Słoneczna, Słowackiego, Sokoła, Szpitalna (numery parzyste od początku ulicy do mostu na rzece Chechło), Śląska (numery nieparzyste od początku ulicy do skrzyżowania z ul. Partyzantów), Świętokrzyska, Wojska Polskiego, Woynarowskiej, Zielona (numery nieparzyste poniżej 11 i parzyste do 8).